# Mycoacia meridionalis
Mycoacia meridionalis är en svampart som beskrevs av Burds. & Nakasone 1981. Mycoacia meridionalis ingår i släktet Mycoacia och familjen Meruliaceae.   Inga underarter finns listade i Catalogue of Life.